# Space Patrol Luluco
Space Patrol Luluco (jap. 宇宙パトロールルル子 Uchū Patorōru Ruruko) – seria anime autorstwa Hiroyuki Imaishiego wyprodukowana przez studio Trigger. Była emitowana w Japonii pomiędzy kwietniem a czerwcem 2016 roku jako część bloku antenowego Ultra Super Anime Time. 

## Fabuła
Luluco jest zwykłą dziewczyną żyjącą w nadgranicznej strefie kolonizacyjnej układu słonecznego o nazwie Ogikubo. Jej ojciec pracuje w lokalnym oddziale kosmicznego patrolu. Mimo bycia częścią tego niezwykłego miejsca pełnego stworzeń z różnych wymiarów Luluco przeważnie żyje swoim zwykłym życiem uczennicy. Gdy jej ojciec zostaje nieszczęśliwie zamrożony podczas badania obcej kontrabandy, zostaje zmuszona do poproszenia o pomoc kosmicznego patrolu. Jego dowódca, Over Justice, szybko wcielą ją w szeregi organizacji, by mogła zarobić pieniądze niezbędne do przeprowadzenia zabiegu odmrożenia. Od tamtej pory życie Luluco diametralnie się zmienia i bierze ona udział w regularnych patrolach w celu ochrony strefy przed bandytami i przemytnikami. Działa tam w zespole razem z kosmitą z wymiany studenckiej ΑΩ Novą oraz koleżanką z klasy Midori. 

## Bohaterowie
- Luluco (jap. ルル子 Ruruko)

Seiyū: Mao Ichimichi (japoński), Brittney Karbowski (angielski)
Trzynastoletnia uczennica mieszkająca ze swoim ojcem na Ogikubo. Jej jedynym życzeniem jest prowadzić zwykłe codzienne życie pomimo mieszkania w niezwykłym miejscu. Gdy jej ojciec zostaje zamrożony trafia do kosmicznego patrolu, gdzie zostaje przyjęta wbrew swojej woli.
- Alpha Omega Nova (jap. ΑΩ・ノヴァ)

Seiyū: Junya Enoki (japoński), Justin Briner (angielski)
Oficer kosmicznego patrolu i partner w zespole Luluco. Chodzi z nią też do szkoły, gdzie niedawno dołączył z wymiany studenckiej.
- Midori (jap. ミドリ)

Seiyū: Mayumi Shintani (japoński), Jamie Marchi (angielski)
Koleżanka z klasy Luluco. Gdy została przyłapana na niezbyt legalnym rozpowszechnianiu aplikacji Blackhole zgłosiła się do kosmicznego patrolu, by uniknąć kary i móc więcej przebywać z ΑΩ Novą.
- General Manager Over Justice (jap. オーバージャスティス本部長 Ōbā Jasutisu Honbuchō)

Seiyū: Tetsu Inada (japoński), Bob Carter (angielski)
Dowódca kosmicznego patrolu na Ogikubo i przełożony Luluco.
- Secretary (jap. 秘書 Hisho)

Pracuje tymczasowo w biurze kosmicznego patrolu jako sekretarka Over Justice'a.
- Keiji (jap. ケイジ)

Seiyū: Mitsuo Iwata (japoński), Brett Weaver (angielski)
Ojciec Luluco i oficer kosmicznego patrolu. Zostaje zamrożony po zjedzeniu dziwnej pigułki.
- Lalaco Godspeed (jap. ララ子・ゴッドスピード Rarako Goddosupīdo)

Seiyū: Yōko Honna (japoński), Monica Rial (angielski)
Matka Luluco i kosmiczna piratka, chce przejąć kontrolę nad Ogikubo.

## Media

### Anime
Seria została wyreżyserowana przez Hiroyuki Imaishiego, który również przygotował scenariusz, natomiast za projekt postaci odpowiadali Mago oraz Yusuke Yoshigaki. Czołówką jest "CRYmax Dohejitsu" (jap. CRYまっくすド平日 Kuraimakkusu Dohejitsu) w wykonaniu Fujirokku, a tyłówką "Pipo Password" w wykonaniu TeddyLoid wraz z Bonjour Suzuki. W serii przewija się wiele odniesień do innych produkcji studia Trigger, takich jak Kill la Kill, Little Witch Academia, Inferno Cop,  Kiznaiver oraz Sex and Violence with Machspeed. Serwis Crunchyroll wykupił prawa do emisji na terenie Ameryki Północnej i emitował odcinki z japońskimi napisami. Angielski dubbing autorstwa Funimation pojawił się 10 października 2017 roku. Z powodu późniejszego rozłamu pomiędzy Crunchyrollem a Funimation wersja angielska chwilowo zniknęła z serwisu. Każdy z odcinków trwa średnio około 8 minut. 

### Manga
Mangowa adaptacja serii ilustrowana przez Nanboku ukazywała się pomiędzy kwietniem a czerwcem 2016 roku w magazynie Ultra Jump wydawnictwa Shueisha, natomiast wersja anglojęzyczna ukazała się w serwisie Crunchyroll. 